# Ciastkarstwo

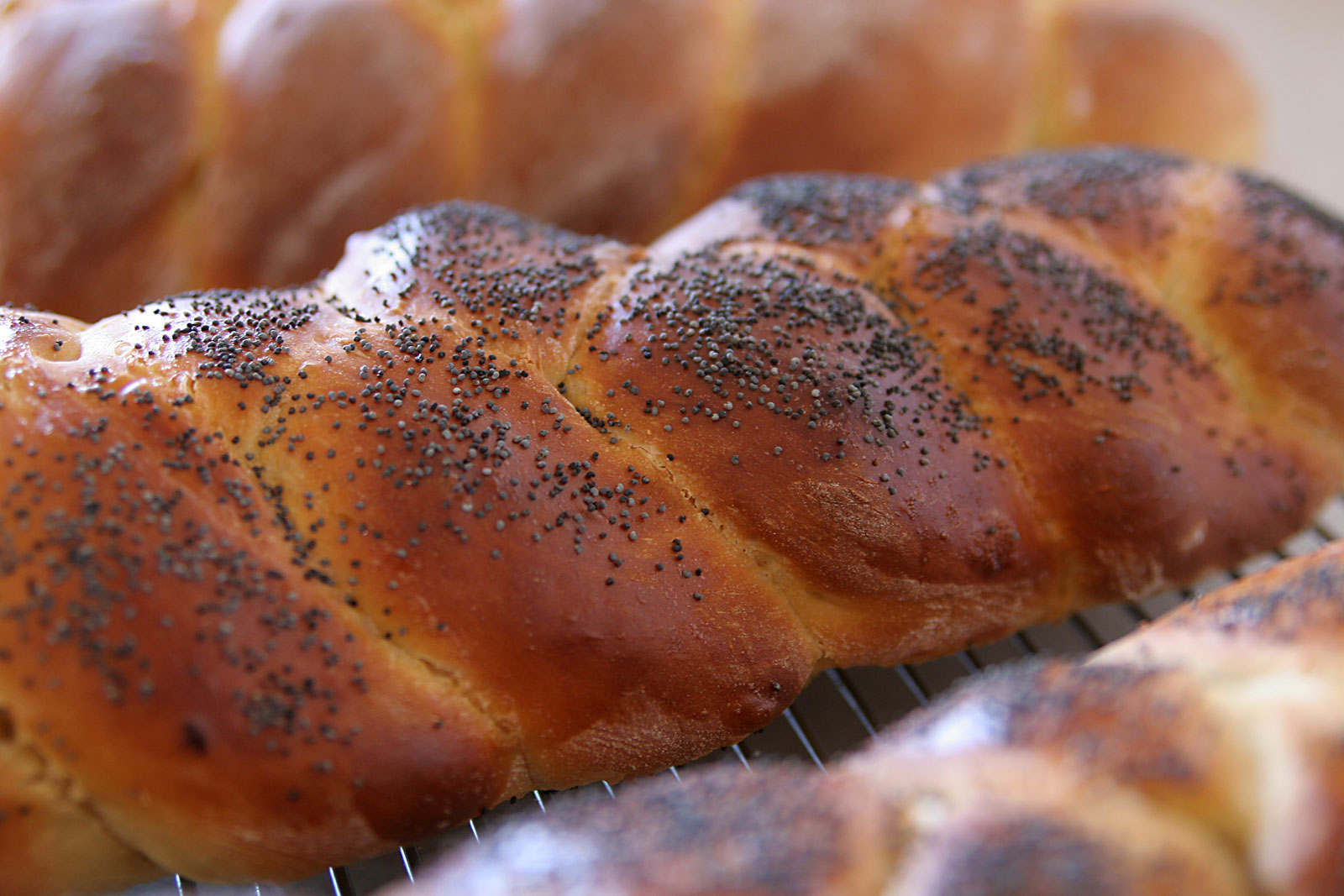
Strucla

Ciastkarstwo – dział wytwórczości ściśle związany z piekarstwem i cukiernictwem, zajmujący się głównie produkcją tzw. pieczywa cukierniczego nietrwałego, np. drożdżowego (strucla, baba wielkanocna, placek) oraz innych nietrwałych produktów, takich jak ciastko, tort, keks itp.
Wyrobem ciastkarskim jest pieczywo cukiernicze nietrwałe, w którego skład wchodzą surowce inne niż mąka, w ilości nie mniejszej niż 40% masy wszystkich surowców, a którego okres przydatności do spożycia wynosi od kilku do 30 dni.
W klasyfikacji wyrobów ciastkarskich wyróżnia się następujące grupy wyrobów i półproduktów ciastkarskich:
- z ciasta drożdżowego;
- z ciasta francuskiego;
- z ciasta parzonego;
- bezowe;
- z ciasta kruchego;
- z ciasta biszkoptowego;
- z ciasta biszkoptowo-tłuszczowego (piaskowego);
- z masy orzechowej, migdałowej lub surowców zastępczych;
- wyroby i półprodukty ciastkarskie pozostałe.